# Кајзер
Кајзер (њем. Kaiser) јесте њемачка ријеч за цара. Ријеч је као и бугарски, српски и руски цар изведена од римске титуле цезара, која потиче од личног имена клана Јулијевци, којој је припадао Гај Јулије Цезар, предак прве имеператорске породице. Иако су британски монарси носили титулу „Цар Индије”, на хинди и урду језицима титула се звала „Каисар-и-Хинд”, а ријеч каисар иако дијели исто латинско поријекло, изведена је из грчке ријечи каисар (грч. Καῖσαρ), а не њемачке кајзер.
Ријеч кајзер се обично односи на цареве Њемачког царства, цареве Аустријског царства и цара и краља Аустроугарске.